# Stenonemobius
A Stenonemobius a Trigonidiidae rendszertani család egyik neme. Az ide tartozó tücsökfajok Dél-Európában, Észak-Afrikában és Dél-Délnyugat-Ázsiában élnek.

## Fajok
A genusba 3 faj tartozik. Magyarországon a pontuszi karcsútücsök képviseli.
Ocellonemobius Gorochov, 1984 alnem
1. Stenonemobius acrobatus (Saussure, 1877)
2. Stenonemobius bicolor (Saussure, 1877) - pontuszi karcsútücsök

Stenonemobius Gorochov, 1981 alnem
1. Stenonemobius gracilis (Jakovlev, 1871)